# 满广志
满广志（1974年3月—），山东省临沭县人，中国人民解放军陆军军官，大校军衔。前任中部战区陆军第81集团军重型合成第一九五旅旅长。以担任朱日和训练基地蓝军首长知名。

## 生平
1974年出生于临沭县大兴镇的一个农村家庭。1992年，满广志考入国防科技大学指挥自动化专业，参军入伍。1996年考取军事科学院国际战略专业研究生，1998年，加入中国共产党。毕业后分配到第38集团军。历任参谋、排长、连长、营长、团参谋长、师作训科科长、团长。曾参与解放军第一支信息化营、团、师建设试点，并连续3年被集团军表彰为优秀团职指挥员、全军优秀指挥员，获得二等功1次、三等功2次。
2008年，满广志被任命为解放军第一支信息化装甲团参谋长。据新华社报道，为锻炼这支信息化部队，北京军区决定让这支部队到朱日和训练基地担任蓝军（假想敌），与全区各部队轮流交手。当年，这支蓝军便击败了4支红军劲旅。
2011年，中国人民解放军组建了首支专业化模拟蓝军部队，号称“中国陆军第一蓝军旅”，2014年初正式改编为专业蓝军部队。2015年，满广志接任该部队旅长。在2015年的“跨越—2015·朱日和”军演中，满广志率领的蓝军旅取得了10战10胜的战绩；2014至2016年三年的“跨越·朱日和”实兵对抗演习中，蓝军32胜1负，以至于部分参加军演的红军部队甚至喊出了“踏平朱日和，活捉满广志”的口号。2017年，建军90周年阅兵后，这句口号走红，他亦成为新晋网红。
2022年，满广志从195旅旅长位置上卸任，进入中央军事委员会训练管理部工作。在此之前，满已担任195旅旅长时间长达八年。

## 评价
- 有中央军委领导评价满广志是“通晓信息化、外军和联合作战的‘领军人才’”[4]。